# Island in the Sun (filme)
Island in the Sun (bra: A Ilha dos Trópicos) é um filme dramático americano de 1957 produzido por Darryl F. Zanuck e dirigido por Robert Rossen. Apresenta um elenco que inclui James Mason, Harry Belafonte, Joan Fontaine, Joan Collins, Dorothy Dandridge, Michael Rennie, Stephen Boyd, Patricia Owens, John Justin, Diana Wynyard, John Williams, e Basil Sydney. O filme é sobre relações raciais e romance inter-racial ambientado na ilha fictícia de Santa Marta. Barbados e Granada foram selecionados como locais para o filme baseado no romance de 1955 de Alec Waugh. O filme foi polêmico na época de seu lançamento por retratar na tela um romance inter-racial.

## Elenco
- James Mason como Maxwell Fleury, um descendente temperamental, mas inseguro, da família de elite Fleury.
- Harry Belafonte como David Boyeur, um político negro líder da classe baixa, que se sente atraído por Mavis Norman.
- Joan Fontaine como Mavis Norman, uma mulher branca de elite que não tem rumo em sua vida e é atraída pelo magnetismo de David Boyeur.
- Joan Collins como Jocelyn Fleury, a atraente irmã de Maxwell, que se apaixona por Euan Templeton.
- Dorothy Dandridge como Margot Seaton, uma bela Indiana Ocidental, que é perseguida por Denis Archer, o ajudante de campo do governador.
- Michael Rennie como Hilary Carson, um herói de guerra aposentado, que Maxwell teme estar tendo um caso com sua esposa, Sylvia.
- Patricia Owens como Sylvia Fleury, esposa de Maxwell, que Maxwell teme estar tendo um caso com Hilary Carson.
- John Justin como Denis Archer, assessor do governador e aspirante a romancista atraído por Margot Seaton.
- Stephen Boyd como Euan, Lord Templeton, filho visitante do governador, que se apaixona por Jocelyn Fleury.
- Diana Wynyard como a Sra. Fleury, esposa de Julian e mãe de Maxwell e Jocelyn, ao que tudo indica uma matriarca séria e pilar da comunidade.
- Basil Sydney como Julian Fleury, marido da Sra. Fleury e pai de Maxwell e Jocelyn, patriarca da plantação Fleury.
- John Williams como Coronel Whittingham, chefe da polícia, que investiga o assassinato de Hilary Carson.
- Ronald Squire como Lord Templeton, o governador da ilha e pai de Euan.
- Hartley Power como Bradshaw, um jornalista americano que visita Santa Marta.

## Produção

### Romance original
O romance foi publicado em janeiro de 1956. O The New York Times chamou-o de "uma boa leitura absorvente e uma conquista considerável por si só." O Los Angeles Times chamou-o de "forte e cheio de suspense."  O livro vendeu mais de 900.000 cópias.
Darryl F. Zanuck comprou os direitos de exibição do romance para a 20th Century Fox em maio de 1955, antes da publicação. Porém, nessa fase, ele já havia sido aceito para serialização e foi a escolha do Literary Guild e do Reader's Digest Guild. Waugh recebeu US$ 140.000 pelos direitos.
Zanuck disse que se sentiu atraído pelo romance porque continha várias histórias. “Gosto de várias histórias”, disse ele. "Ou uma história deve concentrar-se em duas pessoas ou deve, para mim, pelo menos, ter um número de pessoas dramaticamente integradas. Não me refiro ao tipo de história do Grande Hotel, mas a pessoas cujas vidas e emoções - o drama da história - estão interligadas."
Ele prosseguiu dizendo que havia quatorze partes principais, "e em seis delas seria difícil dizer quem era a mais importante." Ele também gostou do fato de o livro ter "um fundo novo e atraente" que seria adequado para filmagens em cores e CinemaScope, e de o romance abordar a miscigenação.
“Nosso filme é altamente controverso, mas já fiz filmes controversos antes”, disse Zanuck, que fez As Vinhas da Ira, A Luz É para Todos e Pinky. "Não sei se algum dia poderei exibir o filme no sul e isso pode ser contestado em outras áreas, mas estou me arriscando porque acredito nesta grande história... Se um filme tiver um significado real e tema e propósito genuínos, minha opinião é que isso pode ser feito, não importa o quão controverso seja."
Ele também disse que “não é basicamente um filme sobre o problema das cores, mas não seria possível fazer um filme sobre as Índias Ocidentais sem lidar com a questão das cores.
Em julho de 1955, Alfred Hayes foi contratado para escrever o roteiro.
Zanuck finalmente deixou a Fox para voltar a produzir. Como parte de seu acordo com a Fox, ele assumiu os direitos de Island in the Sun. Seria o segundo de três filmes que ele iria produzir, sendo o primeiro The Sun Also Rises e o terceiro The Secret Crimes of Josef Stalin. No final, Island seria feito antes de Sun Also Rises e o projeto Stalin nunca foi filmado.
Em julho de 1956, Robert Rossen foi contratado para dirigir. Zanuck disse que a "reputação de Rossen foi construída em grande parte com base em assuntos excêntricos e pouco ortodoxos - o que é isso - e eu tinha confiança, o que para um produtor é absolutamente essencial, de que ele era o homem."

### Elenco
Este foi o filme de "retorno" de Dorothy Dandridge, já que ela não fazia um filme desde Carmen Jones, de 1954, no qual interpretou o papel principal. Em 1955, foram oferecidos a ela papéis coadjuvantes em O Rei e Eu e The Lieutenant Wore Skirts, mas Otto Preminger, diretor de Carmen Jones e seu amante, aconselhou-a a recusar os papéis. Dandridge foi classificada em terceiro lugar, em um elenco de estrelas.
Muitos dos atores principais estavam sob contrato com a Fox, incluindo Joan Collins, Michael Rennie, John Justin e Stephen Boyd.
Zanuck disse em outubro de 1956: "Livrar-me da obrigação de dirigir um grande estabelecimento cinematográfico como a 20th Century Fox não significou qualquer interrupção do trabalho. Raramente viajei tanto quanto espero fazer nas próximas semanas e isso porque estamos realmente tentando dar vida a esta imagem como uma grande exploração de uma ilha tropical."

### Filmagem
As filmagens começaram em 15 de outubro nas Índias Ocidentais. O filme foi rodado em locações em Barbados e Granada e, no final de novembro, a unidade mudou para Londres para trabalho de estúdio. O orçamento foi de US$ 3 milhões.

## Recepção
Como resultado de interpretar cenas de amor inter-racial com Harry Belafonte, Joan Fontaine recebeu cartas envenenadas, incluindo algumas supostas ameaças da Ku Klux Klan. Fontaine entregou as cartas ao FBI.
O filme recebeu críticas mistas e seus temas inter-raciais fizeram com que ele encontrasse dificuldades iniciais em ser reservado nos cinemas do sul dos Estados Unidos. O filme também recebeu protestos antes de sua estreia no Norte, em St Paul-Minneapolis. Foi proibido em Memphis, Tennessee, como “uma representação muito franca da miscigenação, ofensiva aos padrões morais e não boa nem para brancos nem para negros.” Zanuck havia dito anteriormente que pagaria as multas de quaisquer proprietários de cinemas multados por exibir o filme.

### Bilheteria
Estreando em junho de 1957, Island in the Sun foi um grande sucesso de bilheteria, estreando em primeiro lugar no país com um faturamento bruto na primeira semana de quase US$ 500.000 nas 16 cidades relatadas pela Variety. O filme arrecadou US$ 5.550.000 em todo o mundo, representando cerca de 100% de lucro sobre seu custo de produção, e terminou como o sexto filme de maior bilheteria de 1957.
Foi o oitavo filme mais popular na Grã-Bretanha daquele ano.

## Legado

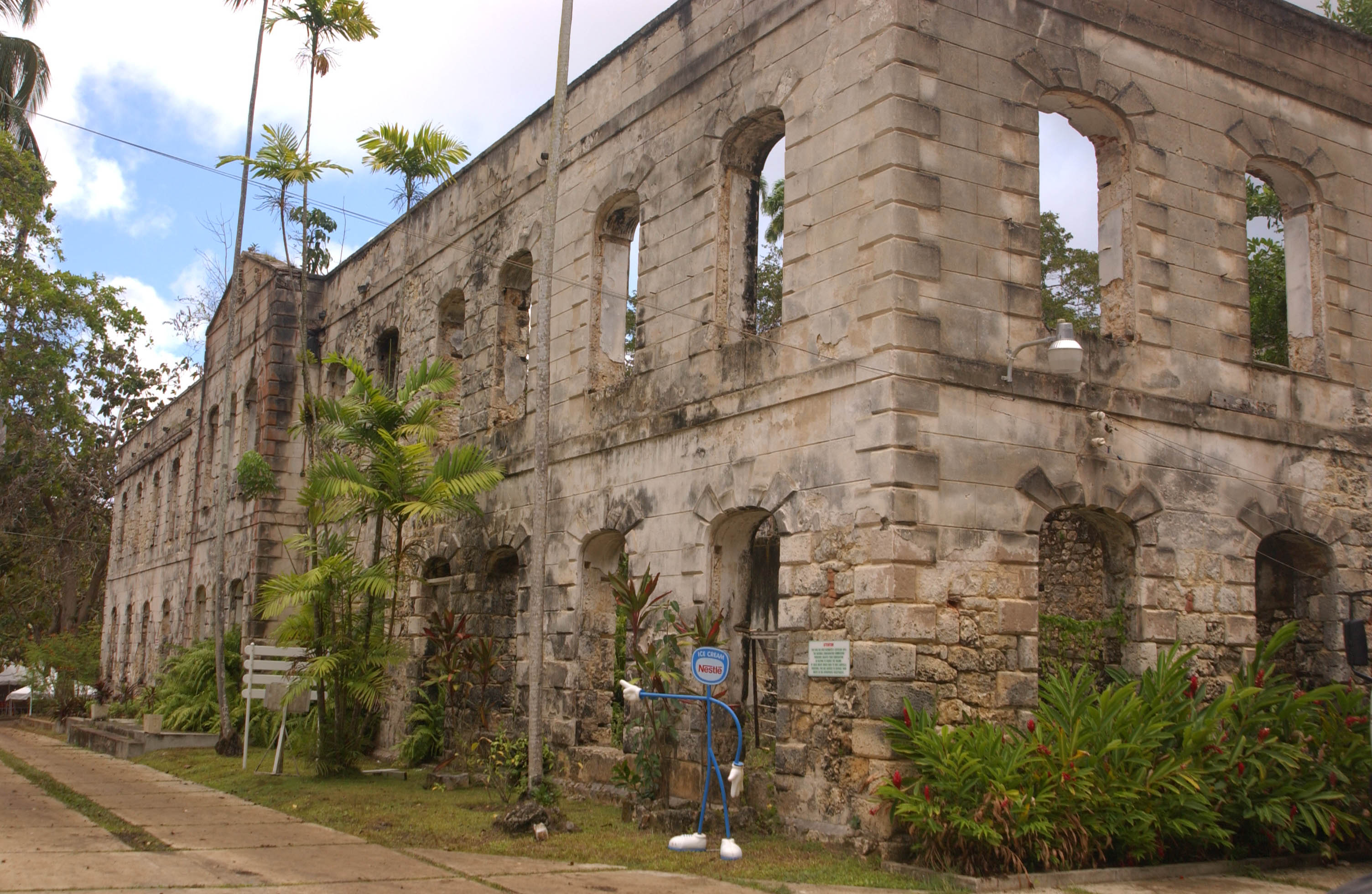
As ruínas da mansão Farley Hill, que substituiu a propriedade de Maxwell Fleury, Bel Fontaine no filme

Uma proposta foi apresentada em 2009 para demolir os restos da mansão usada no filme, em Farley Hill, Saint Peter, Barbados, para a propriedade de Maxwell Fleury, Bel Fontaine. Foi destruído por um incêndio em meados da década de 1960 e tudo o que resta são as fundações e as paredes exteriores.

## Música
A música-título "Island in the Sun" foi escrita por Harry Belafonte e Irving Burgie. Existem hoje mais de 40 versões cover gravadas por vários artistas como The Merrymen, José Carreras, Caterina Valente em alemão, Henri Salvador em francês ("Une île au soleil") e The Righteous Brothers, só para citar alguns. Foi brevemente apresentada (e parodiada) no filme de 1992 The Muppet Christmas Carol.